# عزلة بني عواض (المحويت)

تعديل مصدري - تعديل

عزلة بني عواض هي إحدى عزل مديرية الرجم في محافظة المحويت اليمنية ويبلغ تعداد سكانها 2286 نسمة حسب التعداد السكاني في اليمن لعام 2004.